# Bombardement op Enschede
Het bombardement op Enschede vond plaats op 10 oktober 1943 en was gericht tegen Vliegveld Twente, dat inmiddels een Duitse Fliegerhorst was geworden op de belangrijke route naar het Duitse binnenland. Dit had 151 doden, 104 zwaargewonden en zware schade in de stad tot gevolg. Met name de wijken 't Zwik, Pathmos en het Hogeland werden getroffen. De bombardementen werden door de Duitse propaganda breed uitgemeten, door de geallieerde bemanningen als roekeloos en incompetent af te schilderen.
Hoewel met "het bombardement van Enschede" meestal dit bombardement wordt bedoeld, vielen ook in 1944 en zelfs na de bevrijding in 1945 bommen op Enschede. In totaal is Enschede 61 keer gebombardeerd, waarbij 356 mensen om het leven kwamen. Vooral de aanwezigheid van de Vliegbasis Twente die door de Duitsers werd uitgebreid en de goede verbindingen met Duitsland maakten Enschede tot een doelwit voor geallieerde bommenwerpers. De ligging vlak aan de grens heeft er waarschijnlijk voor gezorgd dat Enschede soms voor een Duitse stad werd aangezien.

## Achtergronden
Hoewel in de Tweede Wereldoorlog de ontwikkeling van navigatieapparatuur een grote vlucht nam met apparaten zoals Gee en Oboe aan Britse en Knickebein aan Duitse zijde, waren deze vroege versies verre van perfect. De nauwkeurigheid nam snel af met de afstand vanaf de zenders, die zich noodzakelijkerwijs in Verenigd Koninkrijk bevonden en tevens waren de signalen die de apparaten gebruikten tamelijk makkelijk te storen of lieten het afweten, zodat vaak alleen navigatie door gegist bestek mogelijk was, ondersteund door landschappelijke kenmerken, zoals wegen, steden en markante landschapselementen, die vaak slecht te zien waren door bewolking. Bij nachtelijke aanvallen moesten bemanningen vrijwel geheel op hun instrumenten vertrouwen, daar de verduistering steden en dorpen zo goed als onzichtbaar maakte.
Ook de gebruikte richtmiddelen, waarvan de Amerikaanse Norden bombsight nog het meest accuraat was, waren gevoelig voor weersinvloeden. Met name de windsnelheid en luchtdruk boven het doel waren belangrijke parameters en moesten vaak geschat worden. Hier speelt tevens een rol dat om dergelijke richtmiddelen te gebruiken, het toestel zich in een rechte lijn moet voortbewegen, wat met name tijdens de aanval van oktober '43 zeker niet mogelijk geweest zal zijn, daar zich luchtgevechten afspeelden en de Duitse Flak zich niet onbetuigd liet.
Aan het eind van de oorlog spelen tactische overwegingen een grotere rol. Duitse troepen, die zich in colonnes naar de Duitse grensovergang bij Gronau begeven worden door de geallieerde luchtmacht onder vuur genomen. Omdat deze zich tussen de bebouwing dekking zoeken, krijgt met name het gebied rond de Haaksbergerstraat en Usselo het zwaar te verduren.

## Bombardementen

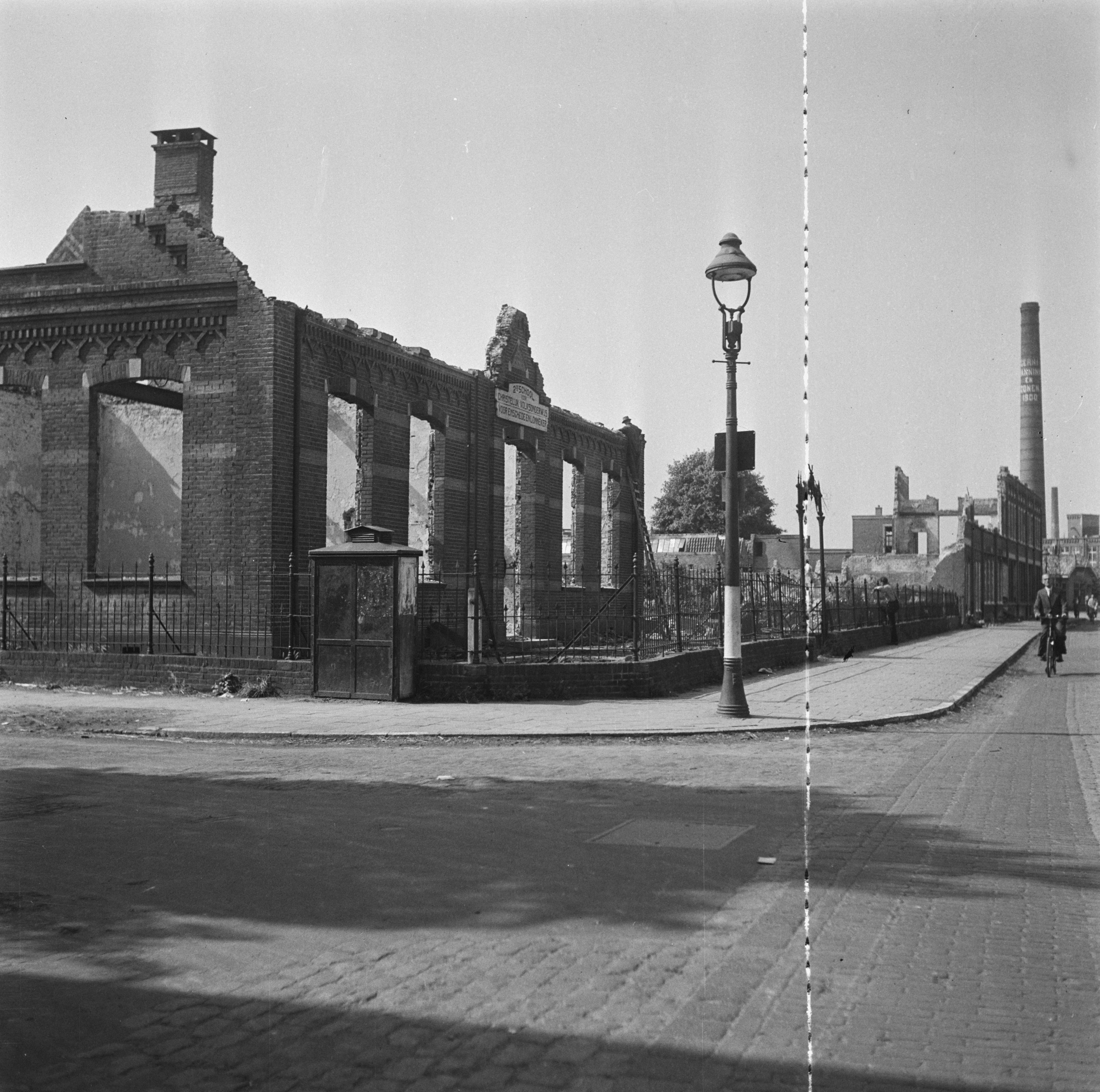
Ruïne van de 2de school voor Christelijk Voortgezet Onderwijs aan de Haaksbergerstraat, hoek Getfertweg (foto uit 1945)

Zondag 4 augustus 1940Waarschijnlijk bij vergissing wierpen Engelse bommenwerpers rond half een 's nachts enkele bommen op Enschede, hoewel al eerder bommen op Hengelo en Oldenzaal vielen. Vanwege het late tijdstip zijn er geen mensen op straat en er zijn geen doden of gewonden te betreuren. Vier woningen raakten onherstelbaar beschadigd en ook de machinefabriek van de gebroeders Enschede werd zwaar getroffen. Aan de Voortsweg en de Roomweg kwam een aantal blindgangers neer. Bij een poging deze onschadelijk te maken, kwamen op 16 augustus van dat jaar 4 Duitse militairen en beide gebroeders Enschede om het leven.
Donderdag 22 januari 1942Aan de Haaksbergerstraat en in de omgeving van Usselo vallen bommen. 21 doden zijn het gevolg. De piloten verkeren waarschijnlijk in de veronderstelling Münster te treffen.
Zondag 10 oktober 1943Als onderdeel van een missie tegen spoor- en waterwegen rond Münster richt het VIII Bomber Command Mission 114 bestaand uit 274 B-17's zich op gelegenheidsdoelen, targets of opportunity, rond Coesfeld en Vliegbasis Twente, dat echter verdedigd werd, waardoor niet alleen het vliegveld, maar ook de stad zwaar werd getroffen. Het mooie nazomerweer had veel mensen naar buiten gelokt en de blik op luchtgevechten trok eveneens nieuwsgierigen. Het aantal doden en gewonden was daarom vrij groot.
Dinsdag 22 februari 1944Omdat de oorspronkelijke doelen, Oschersleben en Gotha door slecht weer onbereikbaar waren, werden 177 Liberators teruggeroepen toen ze al boven Duitsland vlogen. Ten gevolge van sterke wind dreven de toestellen af en wierpen, in de veronderstelling zich boven Duitsland te bevinden, bommen af boven Arnhem, Deventer, Enschede en Nijmegen. In Enschede werden delen van de binnenstad (Haaksbergerstraat en Oldenzaalsestraat) getroffen en vallen 40 doden en 41 zwaargewonden. In Nijmegen vallen dezelfde dag 800 doden.
Zaterdag 8 april 1944Als onderdeel van Mission 291 vallen 22 B-17 bommenwerpers Vliegbasis Twente aan.
Donderdag 22 maart 1945Al in de nacht van 20 op 21 maart verlaten gemotoriseerde onderdelen van het Duitse leger de stad, wellicht omdat ze geïnformeerd zijn over een op handen zijnde geallieerde luchtaanval. De dag erna vallen rond vier uur 's middags zes bommenwerpers laagvliegend doelen in de stad aan in de omgeving Brinkstraat en Kalanderstraat met brand- en brisantbommen als onderdeel van een screening mission. In totaal vallen hierbij 65 doden en 32 zwaargewonden, 96 huizen raken zwaar beschadigd.
Zaterdag 24 maart 1945Als onderdeel van de operatie Varsity vallen 152 B-17 bommenwerpers Vliegveld Twente aan. Twintig toestellen raken hierbij beschadigd. De stad zelf wordt gespaard.
Donderdag 12 april 1945Een tweetal Duitse toestellen werpt, kort na de bevrijding van Enschede op 1 april, in totaal 6 bommen af. Deze komen neer aan de Wooldriksweg, Kuipersdijk, hoek Sumatrastraat-Brinkstraat, Berkenkamp, Beukinkstraat en de Wilhelminastraat. Bij deze aanval vallen drie doden en twee zwaargewonden, allen in de Sumatrastraat. Drie woningen worden totaal vernietigd, negen raken zwaar beschadigd.

## Afbeeldingen
Verkenningsfoto's uit een geallieerd vliegtuig van het sluizencomplex in Wiene en de kanaalbruggen rondom Delden:

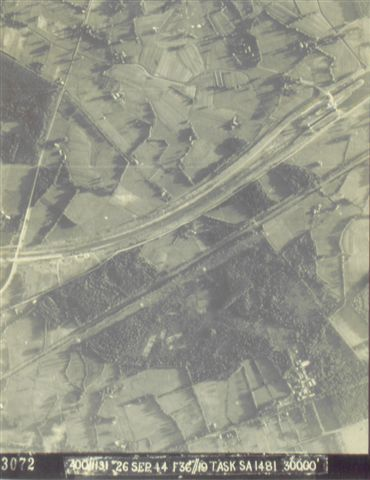
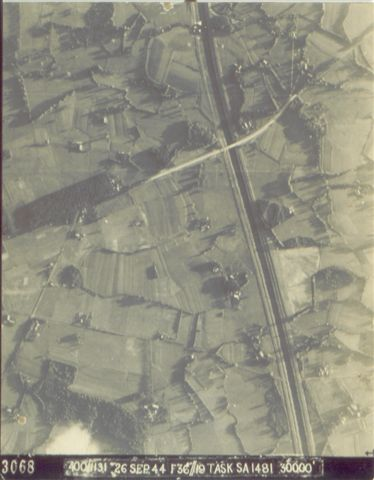